# نقفور الثاني
نقفور الثاني فوكاس Nikephoros II Phokas، واسمه الملتـَّن Nicephorus II Phocas نيقفوروس الثاني؛ ((باليونانية: Νικηφόρος Β΄ Φωκᾶς)‏، نيكـِفوروس ب فوكاس، ح. 912–10 ديسمبر 969، كان امبراطور بيزنطي (963-969) أسهمت حملاته العسكرية في إحياء الامبراطورية البيزنطية في القرن العاشر.
تزوج نقفور في مستهل شبابه ستفانو. وقد توفيت بعد أن أصبح شهيراً، وبعد وفاتها أخذ قسـَم العفة، وهو الأمر الذي سبب له مشاكل لاحقاً.

## حملاته العسكرية
وُلد نقفور حوالي عام 912 لعائلة في قپادوقيا من أصل أرمني أنجبت العديد من الجنرالات المرموقين في الجيش البيزنطي الميداني (دومستيكوس تون سكولون)، ومنهم والده (بارداس فوكاس)، وشقيقه «ليو فوكاس» وجده نقفور فوكاس الأكبر.
التحق نقفور بالجيش في عمر مبكرة. وقد عـُيـِّن حاكماً عسكرياً على ثيمه أناطوليكون في 945 تحت الإمبراطور قسطنطين السابع. وعندما جـُرِح والده، بارداس، في المعركة عام 953، رُقـِّيَ نقفور ليصبح القائد الأعلى للجبهة الشرقية. وفي حربه ضد الخلافة العباسية في عهد المطيع لله، بدأ نقفور بتلقي هزيمة ماحقة في 954، ولكنه سرعان ما تعافى منها في الأعوام التالية بانتصارات في سوريا، بدءاً من عام 957.

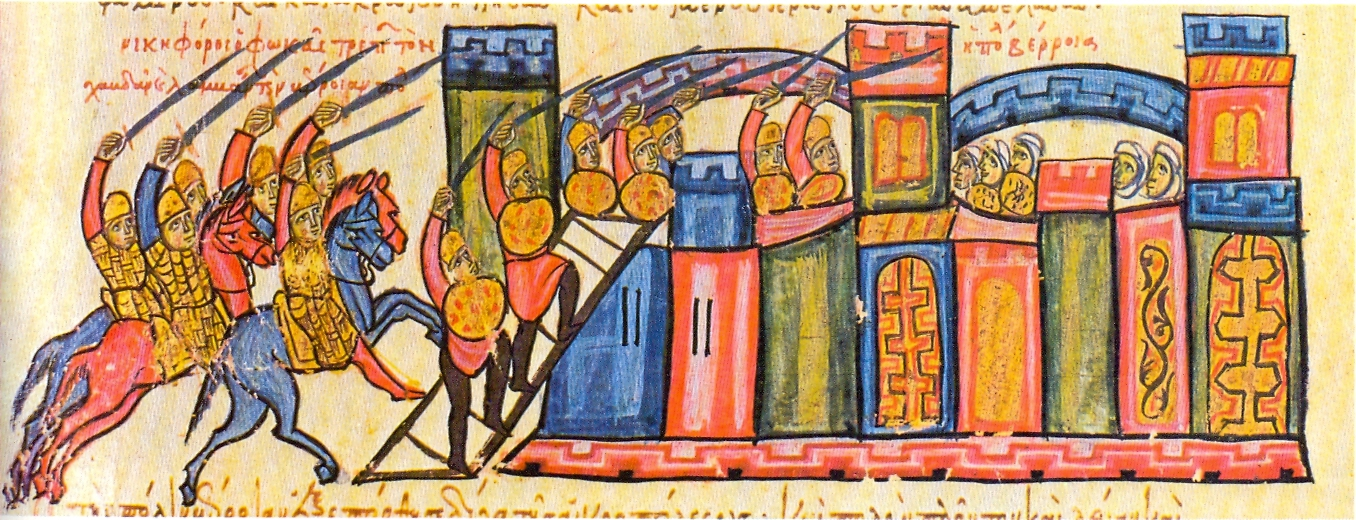
قوات فوكاس تستولي على حلب، كما تصورها مخطوطة Skylitzes بمدريد.

في حملات عامي 962-963 باستراتيجية عبقرية احتل مدن قيليقيا وتقدم نحو سوريا حيث استولى على حلب بالتعاون مع ابن أخيه يوحنا تزيميسكس، في 22 ديسمبر 962، إلا أنه لم يبق في أي من تلك المدن، بل اكتفى بالقتل والنهب. وكانت تلك الحملات التي أكسبته لقب «الموت الشاحب للعرب». فأثناء استيلائه على حلب، استولى الجيش البيزنطي على 390,000 دينار فضي، 2,000 جمل، و 1,400 بغل.

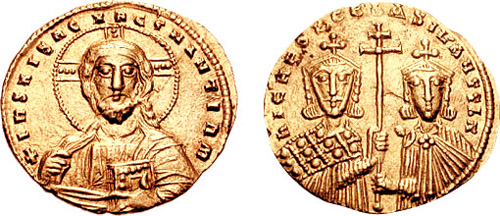
على اليمين، نقفور الثاني وزوج ابنته باسيل الثاني.

كان نقفور الثاني أقل نجاحاً في حروبه الغربية. فبعد أن توقف عن دفع الجزية للخلفاء الفاطميين، جرد حملة إلى صقلية يقودها نيقطاس (964–965)، إلا الهزائم المتلاحقة التي منيت بها براً وبحراً أجبرتها على الجلاء التام من الجزيرة. وفي 967 عقد صلحاً مع فاطميي القيروان وأولى اهتمامه للدفاع عن نفسه من عدوهما المشترك، اوتو الأول، الذي نصـَّب نفسه إمبراطوراً غربياً وهاجم الممتلكات البيزنطية في إيطاليا؛ ولكن بعد بعض النجاحات الأولية هـُزمت جنرالاته ودُحـِروا إلى الساحل الجنوبي. المنازعات بين الشرق والغرب التي نجمت عن سياسات نقفور يمكن ملاحظتها في الوصف غير المبهج على الإطلاق التي أعطاه الأسقف ليوتپراند من كرمونا لنقفور وبلاطه في كتابه Relatio de legatione Constantinopolitana.

## اغتياله
مع تصاعد القلاقل ضده، اتخذت زوجته الثانية ثيوفانو من الجنرال يوحنا تزيميسكس ابن أخي نقفور الثاني عشيقاً. ثيوفانو وتزيميسكس كانا يلتقيان سراً ويخططا لاغتيال نقفور، وقد تطورت الخطة لتضم آخرين. وفي ليلة شديدة البرودة، ذهب المتآمرون إلى القصر متخفين في زي نسوة. وكان نقفور قد بلغه تحذير من أن مغتاليه في القصر، فأمر بتفتيش القصر. إلا أن الحرس تركوا غرفة الإمبراطورة دون تفتيش، وبذلك نجا القتلة من الاعتقال. لاحقاً، عندما كان نقفور نائماً على الأرض أمام اليقونات المقدسة، تسلل تزيميسكس والآخرون إلى مخدع الإمبراطور، فانزعجوا عندما وجدوه خالياً (فنقفور كان كثيراً ما ينام على الأرض). فلما أيقظته الجلبة، نهض نقفور بينما كان يهوي أحد القتلة بسيفه في محاولة لقطع رأسه. هوى السيف على وجه نقفور، ثم جروه أمام السرير، حيث كان يجلس تزيميسكس. ثم صاح تزيميسكس:
«قل لي، أيها الطاغية الشرير، عديم الإحساس، ألم تكن أعمالي هي التي مكنتك من بلوغ ذرى السلطة الرومانية؟ كيف إذن لم تعر انتباهاً لتلك الخدمات الجليلة؟ كيف، وقد أعماك الشر والجنون، تجرؤ على إقالتي، وأنا عونك، من قيادة الجيش؟....»
قـُطعت رأسه وطافوا بها في الشوارع على رمح، بينما رُمي جسدة من النافذة. وقد دُفِن في كنيسة الرسل المقدسين، بينما أصبح يوحنا تزيميسكس الإمبراطور يوحنا الأول. وهناك نقش منحوت على جانب قبره يقول: «لقد هزمت الجميع إلا امرأة».

## وصلات خارجية
- نقفور الثاني على موقع الموسوعة البريطانية (الإنجليزية)
- نقفور الثاني على موقع إن إن دي بي (الإنجليزية)